# Bodorfa
Bodorfa là một thị trấn thuộc hạt Veszprém, Hungary. Thị trấn này có diện tích 2,22 km², dân số năm 2010 là 106 người, mật độ 48 người/km².